# Mi smo zasedba
Mi smo zasedba je slovenski dokumentarni film, ki je nastal v produkciji Radia Študent in je izšel leta 2022. Posnet je bil ob 10. obletnici odmevne zasedbe Filozofske fakultete Univerze v Ljubljani, ki se je odvila v dvomesečnem obdobju v zimskem semestru 2011/12.  Film skozi intervjuje z nekdanjimi pripadniki in spremljevalci avtonomnih gibanj študentov in predavateljev v Sloveniji dokumentira kontinuitete in prekinitve tovrstnih gibanj v trajanju 20 let (2002–2021), pri čemer se osredotoči na dejanje zasedbe. 

## Vsebina
Avtonomna gibanja študentov in predavateljev v Sloveniji imajo zapleteno kontinuiteto, ki je v dokumentarnem filmu prikazana od leta 2002 dalje. Tedaj aktualno proti-NATO gibanje je bilo močno prisotno med študenti na ljubljanski fakulteti za družbene vede in je uporabljalo podobne pristope kot kasnejše pobude, ki so izrazile nestrinjanje z državnimi političnimi prioritetami. Sledila sta primera Avtonomne tribune (2007) in Študentske iniciative (2009), prek katerih so študenti z več ljubljanskih fakultet protestirali proti pozasebljanju, prekarizaciji in poblagovljenju visokega šolstva. Ti dve pobudi ponazarjata, kako je simbolna zasedba fizičnih prostorov lahko uporabljena kot del političnega boja. 
Pred začetkom odmevne zasedbe ljubljanske filozofske fakultete je bilo čutiti vpliv študentskih gibanj čez mejo: tako na Hrvaškem (2009) kot v Srbiji (2011) so se vrstile zasedbe fakultet, s čimer so študenti zahtevali odpravo šolnin in bolonjske reforme v visokem šolstvu, saj je ta pomenila preobrazbo izobraževanja v psevdo-trg, na katerem se tako standardi kot dostopnost nižajo. Sočasno se je po svetu začelo gibanje Occupy (2011), ki je v luči recesije nasprotovalo finančnemu kapitalizmu. Slovenska lokalna izvedba tega gibanja je porodila zasedbe v različnih mestih, najbolj vidna pa je bila zasedba pred ljubljansko borzo. Ta zasedba je bila osrednjega pomena za širjenje pobude Mi smo univerza, ki se je oblikovala na začetku istega leta in od Univerze v Ljubljani ter ministrstva za izobraževanje zahtevala odpravo šolnin in izboljšanje stanja visokega šolstva. Na eni od skupščin pred borzo se je izglasovalo, da se zasedba razširi na filozofsko fakulteto, kjer bi organizirali ponovno glasovanje in tako sprejeli končno odločitev.
22. novembra 2011 je bil na skupščini v avli filozofske fakultete soglasno izglasovan začetek zasedbe naslednji dan. S tem so se študenti, predavatelji in drugi udeleženci zavezali k pogajanju z vodstvi fakultete, univerze in ministrstva, komuniciranju prek medijev, grajenju horizontalnega gibanja na temelju demokracije neposredne akcije in ustvarjanju alternativnega izobraževalnega programa v peščici zasedenih predavalnic – ob vsem tem pa so nadaljevali s študijem, spali na fakulteti in pripravljali brezplačne obroke za udeležence zasedbe. Po dveh mesecih zasedbe, 23. januarja, se je ta zaključila. Proti koncu so namreč udeleženci zasedbe postali izčrpani in spoznali so, da se njihove zahteve izgubljajo v birokratskem aparatu predstavniške demokracije fakultete, univerze in ministrstva. Toda njihov boj se s tem ni končal – kot pojasnijo sogovorci v dokumentarcu, so nove generacije študentov nase prevzele boj za izboljšanje družbenega položaja študentov ter za višanje kakovosti in dostopnosti visokega šolstva.

## Filmska zasedba
- Asja Hrvatin
- Borut Brezar
- Gorazd Kovačič
- Klara Otorepec
- Lea Kuhar
- Marija Sirk
- Matjaž
- Miha Kordiš
- Miha Novak
- Rastko Močnik
- Sara Svati Sharan
- Tim Krhlanko
- Uršula Lipovec Čebron

### Tehnično osebje
Produkcija
- Režija – Hana Radilovič
- Direktor fotografije – Branko Lenarčič
- Montaža – Branko Lenarčič, Evita Podobnikar
- Kamera – Branko Lenarčič, Evita Podobnikar
- Grafično oblikovanje – Evita Podobnikar
- Obdelava zvoka – Luka Seliškar
- Lektura – Lea Lešek Povšič
- Slovenski podnapisi – Višnja Jerman
- Angleški podnapisi – Nika Gradišek

Glasba
- balans

Fotografija
- Vasja Lebarič
- Aleksander Sašo Slaček Brlek
- Amadeja Smrekar
- Gašper Narobe